# 张晓燕 (1971年)
张晓燕（1971年—），女，河北大城人，汉族，中华人民共和国政治人物，第十一届全国人民代表大会天津地区代表。
毕业于天津市委党校。中国共产党党员。2008年，当选为全国人大代表。